# Hypocephalus armatus
Hypocephalus armatus (denominado popularmente, em inglêsː mole beetle ("besouro-toupeira", devido a seus hábitos fossoriais); em portuguêsː iaiá-de-cintura, lalá-de-cintura, carocha e vaqueiro) é um inseto da ordem Coleoptera e da família Vesperidae, subfamília Anoplodermatinae; um besouro cujo habitat se encontra na região neotropical, sendo endêmico de áreas de cerrado do Brasil; em Goiás (de acordo com citações obtidas no século XX), no norte de Minas Gerais (municípios de Águas Vermelhas, Montezuma, Pedra Azul, Rio Pardo de Minas, Salinas, Taiobeiras e Virgem da Lapa) e sul da Bahia (municípios de Caculé, Vitória da Conquista, Condeúba, Encruzilhada e Mortugaba). A espécie fora descrita em 1832 por Anselme Gaëtan Desmarest, sendo a única espécie da tribo Hypocephalini e do gênero Hypocephalus (táxon monotípico), criado pelo autor junto com seu epíteto específico e este publicando sua descrição no Magasin de Zoologie a partir de um espécime coletado na province des Mines (Minas Gerais).
O agrônomo Eurico Santos, divulgador da fauna do Brasil, afirma que este animal é "considerado o mais brasileiro dos coleópteros", dada sua singularidade, estando, no passado, inserido na família dos cerambicídeos ou até em uma família própriaː Hypocephalidae. O entomologista John Lawrence LeConte, mundialmente conhecido por descrever milhares de insetos durante sua carreira, disse, em 1876, "de todos os besouros conhecidos pela ciência, nenhuma espécie causou tanta incerteza quanto à sua posição sistemática".

## Descrição
Espécie dotada de acentuado dimorfismo sexual, as fêmeas mais bojudas e muitíssimo mais raras que os machos numa aproximada proporção de 1 pra 50. O entomologista Patrice Bouchard afirma que "este é talvez o besouro com aparência mais bizarra de todas", sendo desprovido da capacidade de voo. Sua coloração varia do castanho ao negro e seus élitros coriáceos são ligeiramente estriados longitudinalmente e fundidos; o mais característico de tudo sendo o seu protórax de grandes dimensões e suas pernas traseiras extremamente curvas. Espécimes podem chegar de 5.5, tamanho original de seu holótipo, a 7.6 ou 8.8 centímetros de comprimento e, em muitos aspectos, se assemelham mais com um grilotalpídeo do que com um besouro, fato já percebido por Anselme Gaëtan Desmarest em seu texto descritivo ao citar que "o formato do inseto tem alguma relação com o do grilo-toupeira", em um visível exemplo de convergência evolutiva.

## Biologia
Sua biologia e ecologia permanecem um mistério, tornando-o uma curiosidade entomológica. Sabe-se que é um animal que passa a maior parte de seu ciclo de vida enterrado no solo, sendo avistado nos chuvosos meses de dezembro a janeiro, suspeitando-se que sua alimentação seja constituída de raízes; prefererindo habitats abertos, com cobertura vegetal baixa, composta por arbustos, areia e fragmentos de quartzo, sendo observados, principalmente os machos, movendo-se no solo ou abrigados sob restos de plantas ou pedras. No passado se considerou que a larva de Hypocephalus armatus pudesse ser encontrada em sauveiros.

## Uso humano
Segundo observações do entomólogo Renato Lion de Araújo, o besouro Hypocephalus armatus era bem conhecido pela população de várias localidades do extremo norte de Minas Gerais, sendo capturado por mulheres e crianças durante a busca de pedras, musgos e outros objetos para que enfeitassem as lapinhas em seus presépios; os amarrando com uma fita colorida na acentuada constrição existente entre o protórax e os élitros, sendo suspensos vivos no teto das grutas, onde permaneciam inermes por muitos dias, agitando inutilmente as suas pernas até que a exaustão pusesse termo a seu suplício, sendo usados "como
anjinhos", enquanto outras fontes acrescentam que tais coleópteros serviam de diversão para as crianças, sendo pendurados sobre os berços como estranhos brinquedos.

## Conservação
Hypocephalus armatus é considerada espécie ameaçada ou vulnerável, por sua "área de distribuição restrita e coleta", na Lista das Espécies Ameaçadas de Extinção da Fauna do Estado de Minas Gerais, publicada em 20 de dezembro de 1995; também citada como vulnerável no Livro Vermelho da Fauna Brasileira Ameaçada de Extinção, publicado pelo ICMBio em 2018; encontrando-se sob ameaça antrópica de monoculturas como a da cana-de-açúcar ou da atividade agropecuária, fragmentando sua população, acreditando-se que a atual extensão da distribuição geográfica para esta espécie tenha se reduzido a menos de 20.000 Km². Outro fator de ameaça é a venda de espécimes para colecionadores, datada desde o século XIX.